# (7704) Dellen
(7704) Dellen ist ein Asteroid des mittleren Hauptgürtels, der am 1. März 1992 von Astronomen des La-Silla-Observatoriums der Europäischen Südsternwarte (IAU-Code 808) in Chile im Rahmen der Uppsala-ESO Survey of Asteroids and Comets entdeckt wurde.
Der Himmelskörper wurde am 20. März 2000 nach dem etwa kreisförmigen Seensystem Dellen in der schwedischen Provinz Gävleborgs län benannt, das aus zwei Seen besteht und das Ergebnis eines Meteoriteneinschlags vor etwa 
89,0 ± 2,7 Millionen Jahren (Obere Kreide) ist. Der Einschlagkrater hat einen Durchmesser von ungefähr 19 Kilometern.